# Манар, Хуари
Хуари Манар (араб. هواري منار‎; 18 декабря 1981 года, Оран, Алжир — 7 января 2019 года, Гидра, Алжир) — алжирский певец музыки в стиле раи, который был популярен в своей стране, а также в соседних странах Магриба и Средиземноморья, а также во Франции.

## Ранний период жизни
Хуари Манар родился в Хуари-эль-Мадани в Оране. У него было двенадцать братьев и сестер. Его мать была популярной певицей meddahate, исполнительницей традиционной, народной музыки на фестивалях и свадьбах. Два его брата, Хеб Массаро и Хеб Ларби, также певцы. Семья переехала в Марсель во Францию, когда ему было четыре года. В молодости его вдохновляли, в частности, такие певцы, как Селин Дион, Мэрайя Кэри и Франсис Кабрель.

## Карьера
В 2003 году Манар вернулся в Алжир, чтобы начать карьеру певца раи (стиля алжирской народной музыки, которая восходит к 1920-м годам). Он записал два успешных сингла «Cha dani bent nass» и «Kima ndirlek ma terdhach» с лейблом Edition Saint Crépain. В 2006 году он записал свой первый альбом «Aâchkek mon traitement» с Хебом Кадером. Альбом был смесью раи и современной поп-музыки. Манар приобрел широкую популярность во всем Средиземноморье. В 2014 году, во время священного для мусульман месяца Рамадан, его сфотографировали, когда он целовал другого человека в музыкальном заведении в Алжире, где проходило его выступление, из-за чего были разозлены религиозные фундаменталисты. Организатор концерта вынужден был принести извинения тем, кто был оскорблен, а последующее выступление Манара было отменено. Карьера Манара продолжала страдать от негативной реакции на его яркую персону и тонко завуалированную гомосексуальность. В 2017 году он должен был выступить на мероприятии, организованном Национальным управлением культуры и информации в ознаменование шестьдесят третьей годовщины начала войны за независимость Алжира. Когда была опубликована новость о его участии, его предстоящее выступление было встречено критикой в социальных сетях, и позже он был исключен из состава исполнителей. Впоследствии Хуари было запрещено выступать на государственных и частных телевизионных станциях в Алжире.
Хотя некоторые из его песен прямо намекают на его гомосексуальность, Манар никогда публично не делал каминг-аут как гей (хотя и никогда не отрицал этого) и защищал себя от критиков, сказав в 2015 году в интервью газете Le Monde: «Мой раи — правильный раи. Все, что я пою, я пою перед семьями, детьми и стариками. Я не из тех людей, которые поют о пошлости. Я уважаемый артист».

## Смерть
7 января 2019 года Манар скончался от сердечного приступа в частной клинике в Гидре во время проведения липосакции. Ему было 37 лет.

## Дискография
- Aâchkek mon traitement (2006)
- Zaâzat biya sass el mahna (2007)
- Basta (2015)
- Wala fel ahlem we ygoulek je t’aime (2018)